# Fujitsu A64FX
A64FX — 64-розрядний мікропроцесор архітектури ARM, спроектований фірмою Fujitsu. Прийшов на заміну процесорам Fujitsu архітектури SPARC64 V, що використовувалися у суперкомп'ютерах.
Процесори A64FX є основою суперкомп'ютера Fugaku, найшвидшої машини у світі за рейтингом TOP500 станом на червень 2020 року.

## Будова і особливості
Для розробки процесора Fujitsu співпрацювала з ARM Holdings, результатом став перший мікропроцесор з архітектурою ARMv8.2-A і 512-розрядними векторними інструкціями SIMD (Scalable Vector Extension). Прототип комп'ютера з даними процесорами у листопаді 2019 року одразу посів у рейтингу TOP500 19-те місце.
Процесор під'єднується до оперативної пам'яті HBM2 обсягом 32 гігабайти, з пропускною здатністю 1 терабайт за секунду. У процесор вбудований 16-смуговий контролер PCI Express (3-го покоління). Кількість транзисторів — приблизно 8,8 мільярдів.
Кожен процесор A64FX має чотири вузли NUMA; у кожному вузлі міститься 12 обчислювальних ядер (загалом 48 ядер на процесор). У кожному вузлі NUMA також є власний кеш 2-го рівня, пам'ять HBM2 і допоміжні ядра, призначені для керування.

## Застосування
Основним застосуванням A64FX є суперкомп'ютер Fugaku, найшвидший у світі станом на червень 2020 року (за рейтингом TOP500).
У планах Fujitsu також продаж менших машин з процесорами A64FX.
У червні 2020 року сайт Anandtech опублікував приблизну ціну сервера PRIMEHPC FX700 (з двома вузлами на A64FX), що склала Шаблон:¥ (приблизно US$39 000).
Компанія Cray розробляє власний суперкомп'ютер на процесорах A64FX.
Машина з назвою Isambard 2 будується для британського консорціуму, очолюваного Бристольським університетом, і використовуватиметься також Met Office. Цей суперкомп'ютер буде апґрейдом Isambard, збудованого на ARM-процесорах Marvell ThunderX2.
Відкрита програмна платформа Ookami (організована за підтримки NSF університетами Стоні-Брук і Університет в Буффало) надає дослідникам доступ до процесорів A64FX[яких?].